# 佐々木正宜
佐々木 正宜（宣と表記する文献もある。1857年（安政4年）- 1922年（大正11年）8月9日）は、日本の剣術家。流派は水府流。称号は大日本武徳会剣道範士。

## 生涯
常陸国水戸に生まれる。佐々木家の先祖は水戸藩第2代藩主・徳川光圀の側室に上がっており、光圀直筆の手紙を掛軸にしたものが伝わっていた。正宜の父は秀五郎正明といい、母は水戸藩弓術師範糠田久右衛門廣明の娘であった。正宜は2歳の時父と死別し、叔父の軍八郎正時に養育された。正時は無念流剣術の師範役であり、正宜は幼少より同流の手ほどきを受けた。
1867年（慶応3年）、水府流の豊島源之丞に入門。1874年（明治7年）には東京に出て直心影流の榊原鍵吉に入門し、それぞれ剣術を修業した。地元水戸東武館では内藤高治、門奈正とともに稽古した。
1876年（明治9年）、警視庁に奉職。翌1877年（明治10年）、西南戦争に従軍し各地を転戦する。戦後、警視庁撃剣世話掛を務め、1894年（明治27年）には朝鮮の甲午農民戦争（東学党の乱）に出役し、居留民守備にあたった。
後に鹿児島に移住し、1911年（明治44年）には大日本武徳会九州地方の代表として大日本帝国剣道形制定の委員を務めた。子に佐々木季邦（剣道範士九段）がいる。

## 称号
- 1899年（明治32年）、大日本武徳会剣道精錬証
- 1905年（明治38年）、大日本武徳会剣道教士
- 1918年（大正7年）、大日本武徳会剣道範士